# Тисалек
Тисалек (мађ. Tiszalök) је град у жупанији Саболч-Сатмар-Берег, у региону Северне Велике равнице у источној Мађарској.

## Географија
Покрива површину од 5.872 km2 (2.267 sq mi) и, по попису из 2015, има популацију од 5.395 становника.

## Историја
Први писани записи о насељу датирају из 1265. године, а његово име се може наћи у неколико верзија. после тога Тисалеково име се први пут помиње 1325. године у сведочанствима као Локтелек. У папском десетком регистру из периода 1332-37. већ је уписано као Лук, а 1450. године у лелеском уверењу народног архива већ се налази под именом Лек (Lökös->Lök).
На садашњу локацију у XV-XVI. веку насељено је становништво села. На основу писаних података, од тада постоји трајектна линија на Тиси, која је била комерцијална веза између историјског Ердеља и тадашње Горње висоравни.
Године 1893. извршена је реорганизација јавне управе, па је Тисалек изгубио статус трговишта. Статус града је повратио 6. марта 1992. године.

## Становништво
Године 2001. 98% градског становништва се изјаснило као Мађари, а 2% Роми.
Током пописа 2011. године, 91,8% становника се изјаснило као Мађари, 12,4% као Роми, 0,3% као Немци и 0,2% као Румуни (8,1% се није изјаснило. Због двојног идентитета, укупан број већи може бити на 100 %). Верска дистрибуција је била следећа: римокатолици 18,6%, реформисани 24,4%, гркокатолици 4%, лутерани 0,2%, неденоминациони 27,2% (24,2% се није изјаснило).